# تو بي إم
تو بي إم (تو بِّيِم، بالهانغول: 투피엠) هي فرقة فتيان كورية جنوبية تضم ستة أعضاء وتديرها جاي واي بي إنترتينمنت. الأعضاء الحاليون هم جون. كي (سابقاً عرف باسم جونسو)، ونيكهون، وتيكيون، و_وويونغ، وجونهو، وتشانسونغ. القائد السابق جاي بارك، والذي ترك المجموعة في بداية 2010.

## التاريخ

### قبل الظهور
قبل بدايتهم، ظهر فريق 2PM في وثائقي “Hot Blood Men” والذي تم بثه على قناة Mnet ، أظهر البرنامج التدريبات القاسية التي مرو بها الأعضاء خلال فترة تدريبهم مع JYP كما قدم أيضا اختبارات اختيار المرشحين للانضمام للفريق واختيار الأعضاء النهائيين

### الظهور
ظهر فريق 2PM لأول مرة بألبوم “Hottest time of the day” وأصدروا أيضا فيديو كليب لأغنية 10 out of 10 وكان أول طهور لهم على المسرح يوم 4 سبتمبر 2008 في برنامج Mnet CountDown بأغنية 10 out of 10 ، ثم واصلوا أداء نفس الأغنية في برامج غنائية أخرى مثل SBS inkigayo وKBS Music Bank
و قد عرف أعضاء الفريق بنشاطهم المميز خلال أداء أغانيهم في البرامج الموسيقية وبرقصاتهم الرائعة
في يوم 17 أكتوبر 2008، بدأ الفريق رسميا بالتوريج لأغنيتهم Only you وهي من ألبوم Hottest Time of the day

#### الألبوم الأول
ألبوم Hottest time of the day
تاريخ الإصدار: 25 سبتمبر 2008
أغاني الألبوم:
01. 10점 만점에 10점
02. Only You
03. Angel
04. 10점 만점에 10점 (Old School Ver.)
05. 10점 만점에 10점 (Instrumental)
06. Only You (Instrumental)
وقبل الظهور الرسمي للفرقة ظهروا في برنامج واقعي اسمه " Hot Blood Men " الذي عرض على Mnet مع أعضاء 2am بما أنهم من نفس الشركة والبرنامج كان عن التمرين المكثف والتدريب تحت شركه JYP ..

### الظهور في اليابان وهاندز أب
في ماي 2011 2 بي ام أصدرت ألبوم لبدايتهم في اليابان . أول حفل ل2 بي ام باليابان كان في 6 ماي 2011 تحت اسم الحفل الأول ب2 بي ام في سابورو 

## النشاطات الأخرى
إلى جانب نشاطاتهم الغنائية، ظهر فريق 2PM في العديد من البرامج التلفزية. وكان Nichkun أحد المقدمين في برنامح Yashim man man2 ثم غادره ليصبح عضوا دائما في برنامج Star king. كما ثم اختيار فريق 2PM ليقوم بتنشيط الجزء الثالث من برنامج MBC Every Idol army الذي كان يقدم من قبل من قبل Super Junior وFT

## الأعضاء
الاسم: جون. كي
تاريخ الولادة: 15 جانفي 1988
الطول:180 سم
الوزن:68 كغ
الاختصاص: الغناء وتأليف الموسيقى
الدراسة: جامعة Kyung Hee
الاسم: نيكهون
تاريخ الولادة:24 يونيو 1988
الطول:181 سم
الوزن:70 كغ
الاختصاص: الرقص والعزف على البيانو، يتحدث 4 لغات (أنجليزية، كورية، تايلاندية وصينية)
الدراسة: ثانوية Los Osos في الولايات المتحدة
الاسم: أوك تايك يون
تاريخ الولادة:27 ديسمبر 1988
الطول:185 سم
الوزن:76 كغ
الاختصاص: يجيد الطبخ، الراب، الرقص
الدراسة: جامعة Dankook
الاسم:Jang Woo Young
تاريخ الولادة:20 أفريل 1989
الطول:180 سم
الوزن: 67 كغ
الاختصاص:الرقص، الغناء
الدراسة: مدرسة Seoul للفنون (اختصاص رقص)
الاسم: Lee Junho
تاريخ الولادة:25 جانفي 1990
الطول:178 سم
الوزن:67 كغ
الاختصاص: الغناء والرقص ، التمثيل
الدراسة: جامعة Ho Won
الاسم: هوانغ تشان سونغ
تاريخ الولادة: 11 فيفري 1990 'الماكني'@
الطول: 184 سم
الوزن:75 كغ
الاختصاص: يجيد التايكواندو والكيندو، التمثيل، الغناء، الرقص، الراب
الدراسة: لايوجد
(الأعضاء السابقون)
الاسم: جاي بارك
تاريخ الولادة: 25 أفريل 1987
الطول: 170 سم
الوزن: 55 كغ
الاختصاص: الراب والبريك دانس
الدراسة: تخرج من Dankok University

## ديسكوغرافيا
تاريخ الإصدار
- 8 سبتمبر، 2008

قائمة الأغاني
- 10점만점에10점 (10 Out Of 10)
- Angel
- Only You
- 10점만점에10점 (Old Skool)
- 10점만점에10점 (Instrumentals)
- Only You (Instrumentals)

2
Time For Change
Release Date : April 16، 2009
Tracks:
01 What Time Is It Now
02 Again & Again
03 니가 밉다
04 돌아올지도 몰라
05 Again & Again (R&B Mix)
06 Again & Again (Inst.)
07 니가 밉다 (Inst.)
08 돌아올지도 몰라 (Inst.)
3
01 My Heart
02 Heartbeat
03 Tired of waiting
04 (I Was) Crazy Over You
05 Gimme the light
06 Back 2U
07 All Night Long
08 Heartbeat (Red Light Mix)
09 10 Points out of 10
10. Only You
11. Again & Again
12. I Hate You (Lounge Mix)
13. You Might Comeback (Bossa Nova Mix)
4
1. My Heart
- . Tried of waiting

3. Without U
4. (I Was) Crazy Over You
5. Back 2U
6. All Night Long
7. Heartbeat (Red Light Mix)
8. I Hate You (Lounge Mix)
9. You Might Comeback (Bossa Nova Mix)
5
1 Still
- I'll Be Back

2 니가 나를 떠나도
3 I Can't
4 I Know
5 Dance2Night
6 I'll Be Back (Club Mix)
6
1 Hand's Up
2 Electricity
3 Give It To Me
4 Hot
5 I'll Be Back
6 I Can't
7 Hands Up (East4A Mix)
8 Electricity (220v Remix)
9 Thank You
10 Don`t Stop Can`t Stop

### الاشتراك في الحفلات الموسيقية
نيكهوم وجينكوك وجيسون

## روابط خارجية
- تو بي إم على موقع ميوزك برينز (الإنجليزية)
- تو بي إم على موقع ديسكوغز (الإنجليزية)